# Fotbalová reprezentace Bonaire
Fotbalová reprezentace Bonaire reprezentuje Bonaire v mezinárodních zápasech. Jde o člena CONCACAF, tudíž se může kvalifikovat na kontinentální mistrovství.

## Slavní hráči
- Berry Sonnenscheim
- Ginel Ronde
- Jort van der Sande
- Quincy Hoeve
- Jeffry Puriel
- Yurick Seinpaal
- Gio-Renys Felicia
- Rilove Janga
- Ayrton Cicilia
- Suehendley Baerzey
- Kenny Kunst
- Jermaine Windster
- Ilfred Piar
- Guillermo Montero